# Curpen
Curpen – wieś w Rumunii, w okręgu Gorj, w gminie Stănești. W 2011 roku liczyła 669 mieszkańców.